# Bob vid olympiska vinterspelen för ungdomar 2024
Bob vid olympiska vinterspelen för ungdomar 2024 arrangerades i Alpensia isbanecenter i Daegwallyeong-myeon i Sydkorea mellan den 22 och 23 januari 2024.

## Program
Alla tider är koreansk normaltid (UTC+9)
| Datum      | Tid   | Gren              |
| ---------- | ----- | ----------------- |
| 22 januari | 14:30 | Damernas monobob  |
| 23 januari | 14:30 | Herrarnas monobob |

## Medaljörer
| Gren                          | Guld                 | Guld    | Silver                    | Silver  | Brons                  | Brons   |
| Herrarnas monobob Detaljer... | So Jae-hwan Sydkorea | 1.48,63 | Jonathan Lourimi Tunisien | 1.49,96 | Chi Xiangyu Kina       | 1.50,18 |
| Damernas monobob Detaljer...  | Maja Voigt Danmark   | 1.53,31 | Agnese Campeol Thailand   | 1.54,17 | Mihaela Anton Rumänien | 1.54,34 |

## Medaljtabell
*   Värdland ( Sydkorea)
| Nr                  | Nation              | Guld | Silver | Brons | Totalt |
| ------------------- | ------------------- | ---- | ------ | ----- | ------ |
| 1                   | Sydkorea*           | 1    | 0      | 0     | 1      |
| 1                   | Danmark             | 1    | 0      | 0     | 1      |
| 3                   | Tunisien            | 0    | 1      | 0     | 1      |
| 3                   | Thailand            | 0    | 1      | 0     | 1      |
| 5                   | Rumänien            | 0    | 0      | 1     | 1      |
| 5                   | Kina                | 0    | 0      | 1     | 1      |
| Totalt (6 nationer) | Totalt (6 nationer) | 2    | 2      | 2     | 6      |